# Theater Het Speelhuis
Theater Het Speelhuis, voorheen 't Speelhuis, is een theater in de Noord-Brabantse stad Helmond dat sinds 1977 bestaat. In 2011 werd de oorspronkelijke locatie door een grote brand verwoest. Het theater is sinds 2013 gevestigd in de voormalige Onze-Lieve-Vrouwekerk aan het nieuwe Speelhuisplein, bij de Kromme Steenweg.
In Het Speelhuis zijn jaarlijks meer dan honderd professionele voorstellingen bij te wonen. Daarnaast biedt het ruimte aan veel andere culturele activiteiten.

## Geschiedenis
Tot in de jaren vijftig van de twintigste eeuw kende Helmond geen vaste schouwburg of theater. Beroeps- en amateurgezelschappen traden op in zalen als Zaal Drouen, Theo Driessen Instituut, zaal Flora en Sobriëtas. Het gebouw van Sobriëtas werd in 1956 door de gemeente verworven en gebruikt voor verhuur en gemeentelijke activiteiten. In 1960 werd Sobriëtas omgedoopt tot Kunstcentrum Helmond. Met gemeentesubsidie vervulde de Stichting Kunstcentrum de rol van plaatselijk theater. Tussen 1960 en 1977 vinden in het Kunstcentrum 685 voorstellingen plaats.
De herinrichting van het stadscentrum en de ouderdom van het Sobriëtasgebouw leidden tot een nieuw modern theater annex kunstencentrum als onderdeel van het paalwoningenwoud van Piet Blom. Het ontwerp was uniek door de combinatie van opzienbarende architectuur van Piet Blom en de interieurschilderingen van Har Sanders. De zaal was geschilderd als een circustent. Het theater werd omringd door achttien zogenoemde kubuswoningen. Prinses Beatrix opende op 28 oktober 1977 Theater 't Speelhuis.
In 2001 begon een grote renovatie waarbij de foyers, het theatercafé, de entree, theatertechniek, theaterzaal en het laad- en losperron onder handen werden genomen. In 2003 werd het theater heropend. 't Speelhuis is dan inmiddels een gemeentelijk monument.

### Brand

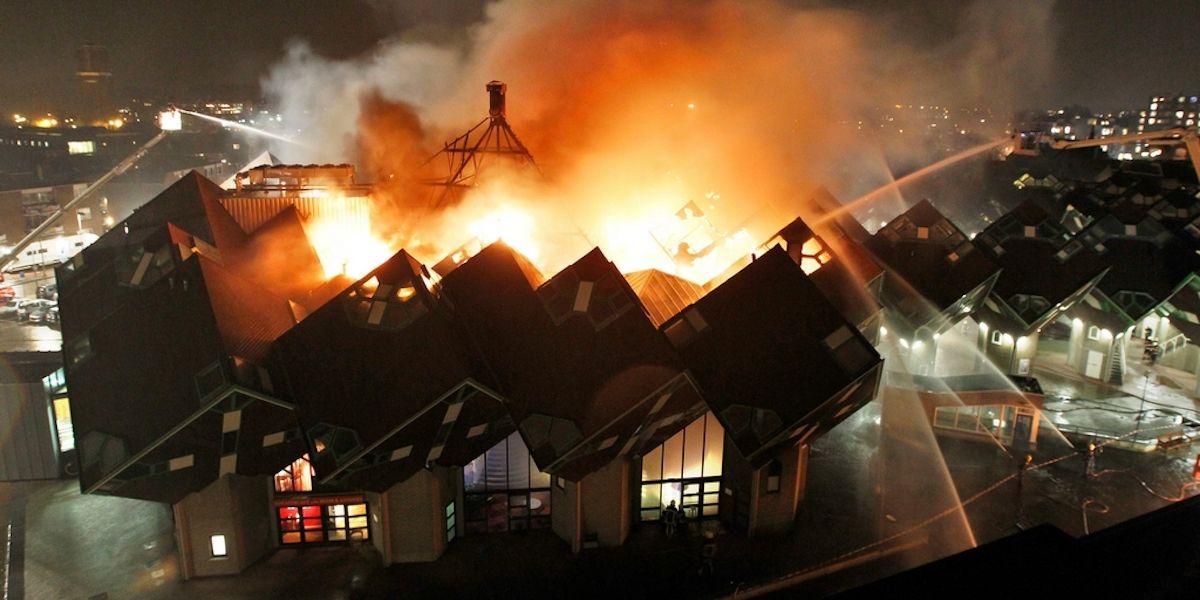
Brand in Theater 't Speelhuis

In seizoen 2010-2011 leek er abrupt een einde te komen aan 't Speelhuis vanwege een allesverwoestende brand op 29 december 2011. De brandweer staat machteloos en moet het complex gecontroleerd laten uitbranden. De omringende kubuswoningen kunnen worden behouden. In de laatste voorstelling in 't Speelhuis speelde Ellen Pieters de Zangeres Zonder Naam. 

### Na de brand
Voor het theater werd een vervangende locatie gevonden in de Onze-Lieve-Vrouwekerk, een rijksmonument. Na de brand werd dit gebouw, dat kort daarvoor nog in gebruik was als parochiekerk, getransformeerd tot tijdelijk theater.) De eerste voorstelling – een Carnavalsklucht van Toneelgroep St. Genesius - vond in 2013 plaats, dertien maanden na de brand. In 2014 werd besloten het als tijdelijk bedoelde onderkomen te handhaven en meer geschikt te maken middels een grootscheepse verbouwing.

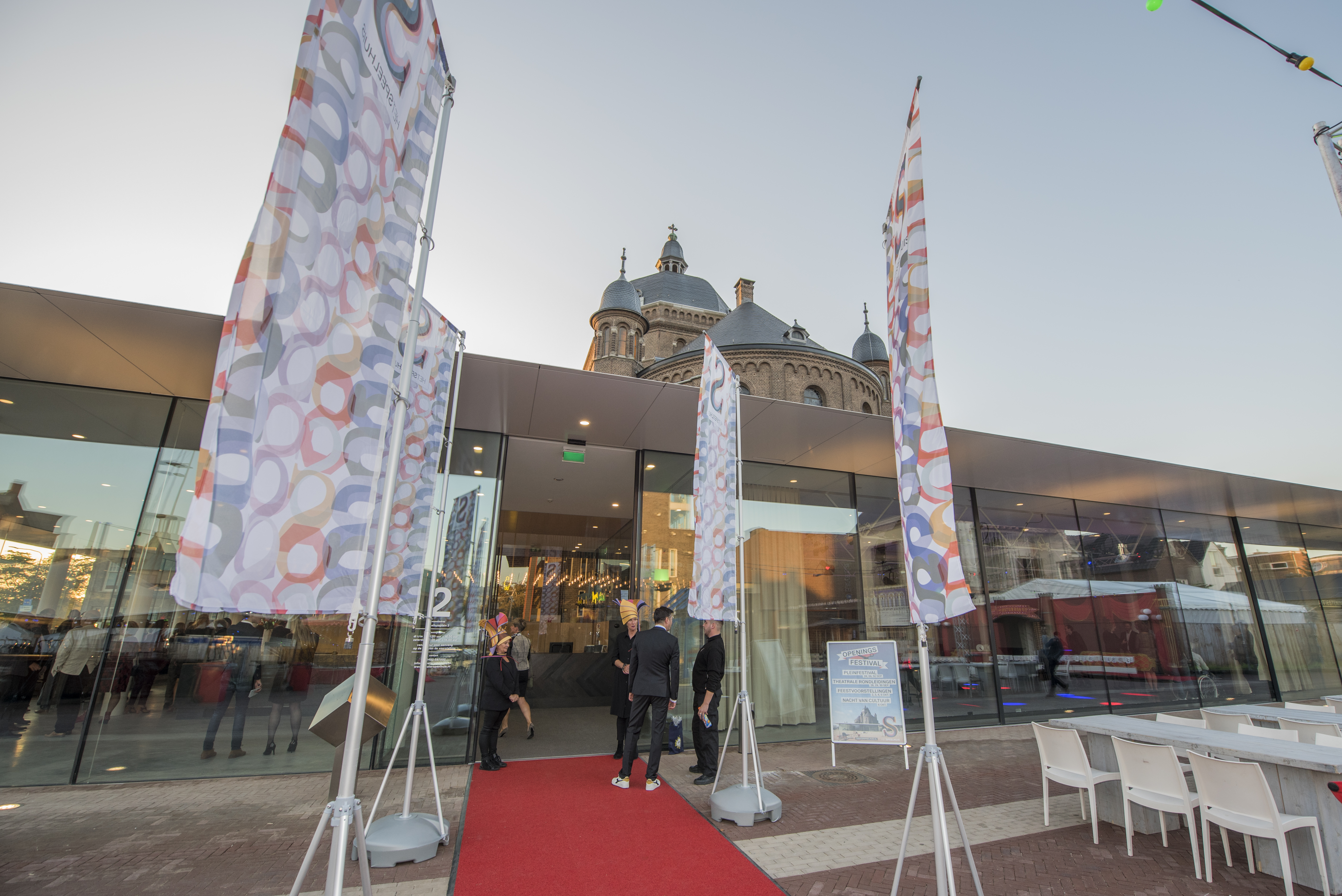
Opening van Het Speelhuis in 2018

De architecten Van Dongen en Koschuch ontwierpen een 'glazen omarming' van de kerk, die zo geheel verbouwd werd tot permanent theater. In 2018 was de officiële opening. Een subtiele naamswijziging vond toen plaats: Theater 't Speelhuis werd Theater Het Speelhuis.

## Zalen
Het theater beschikt sinds 2018 over de volgende zalen:
- Theaterzaal. Deze zaal heeft 434 stoelen.
- Pleinzaal. Deze zaal is 200 vierkante meter en biedt plek aan maximaal 175 personen.
- Pastoriekamer. Deze kamer is 70 vierkante meter en biedt plek aan maximaal 70 personen.
- Spelerij. Deze ruimte is 95 vierkante meter en biedt plek aan maximaal 60 personen.
- Theatercafé. Dit café is 250 vierkante meter en biedt plek aan maximaal 250 personen. Het theatercafé diende voor de verbouwing als foyer.
- Foyer. De foyer is 530 vierkante meter en biedt plek aan maximaal 550 personen.

## Directeuren
1977 - 1985
Jan Maas
- Vorige betrekking: Directeur Kunstencentrum
1985 - 1988 
Jan Wijtmants
1988 - 1998
Jan Duijvelaar
1998 - 2014
Theo Inniger
- Vorige betrekking: Directeur Chassé Theater Breda
2015 - 2023
Jochem Otten
- Vorige betrekking: Hoofd onderwijs Design Academy Eindhoven
2023 - heden Gijsje van Honk

## Afbeeldingen

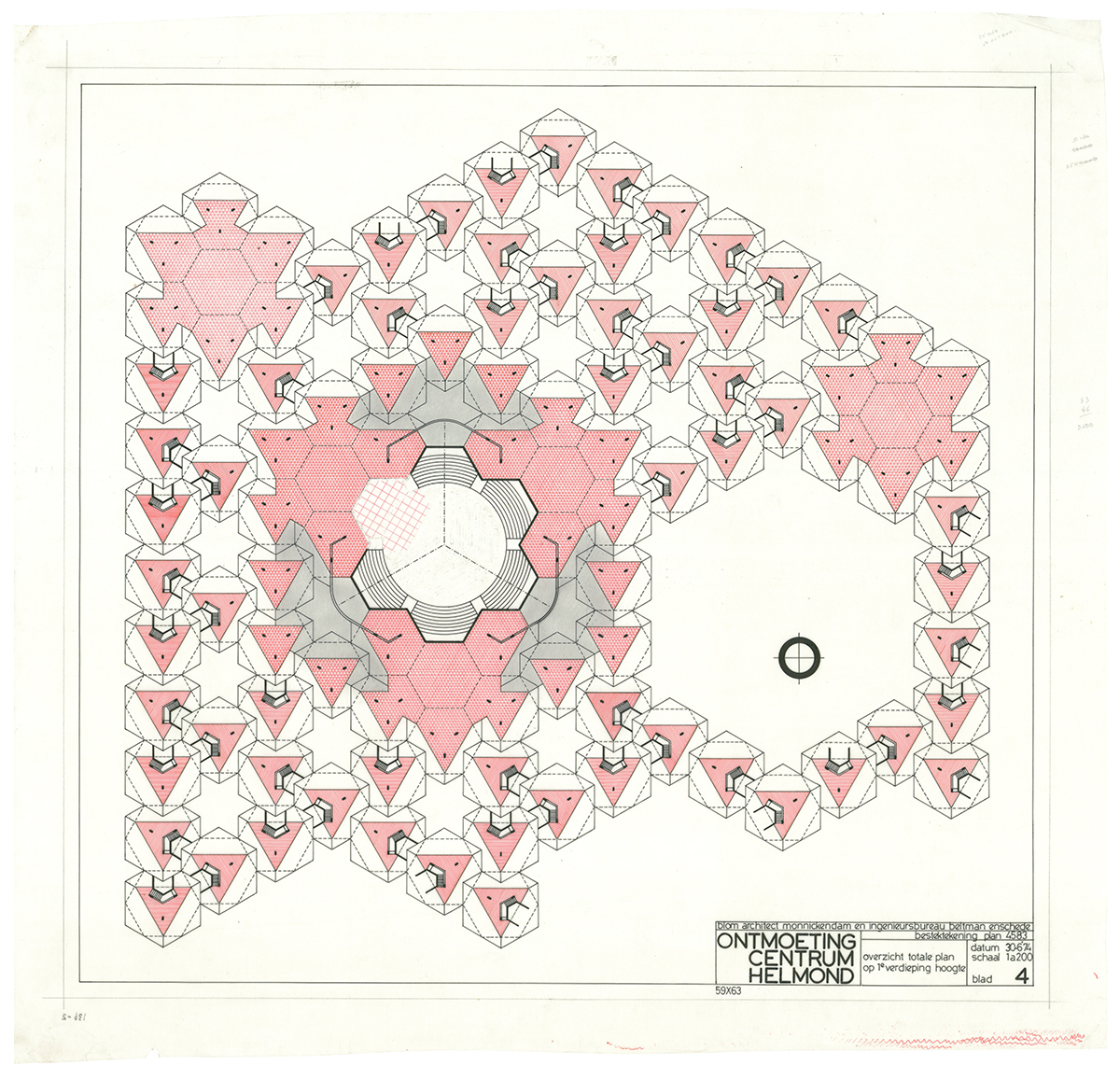
Ontwerp plattegrond 1e verdieping, 1974
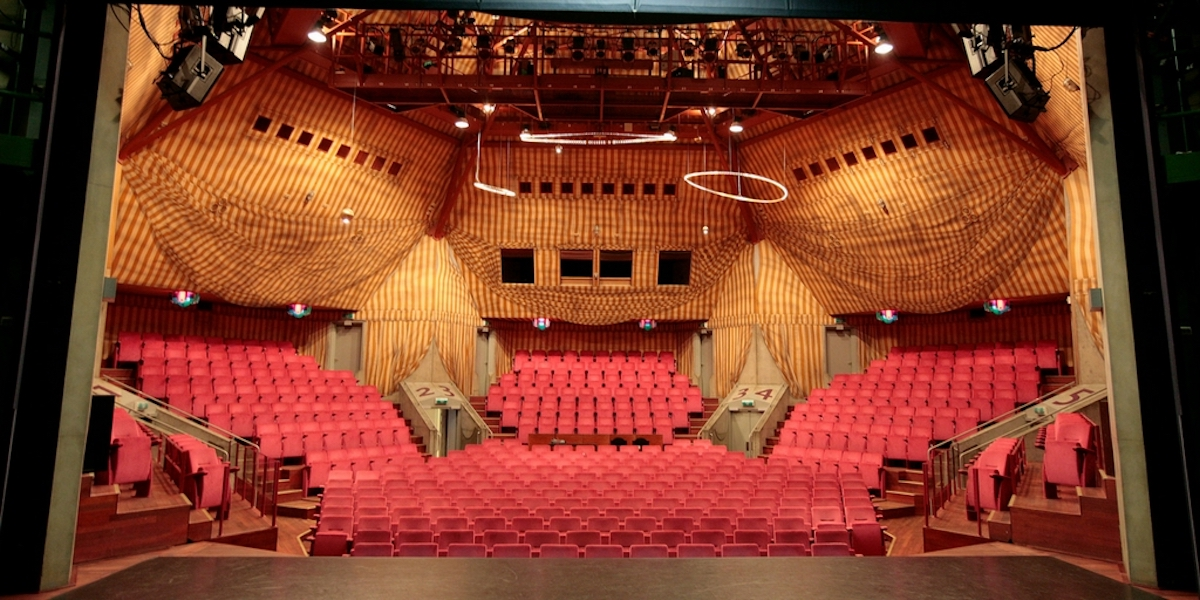
Har Sanders' circustent schildering, 't Speelhuis
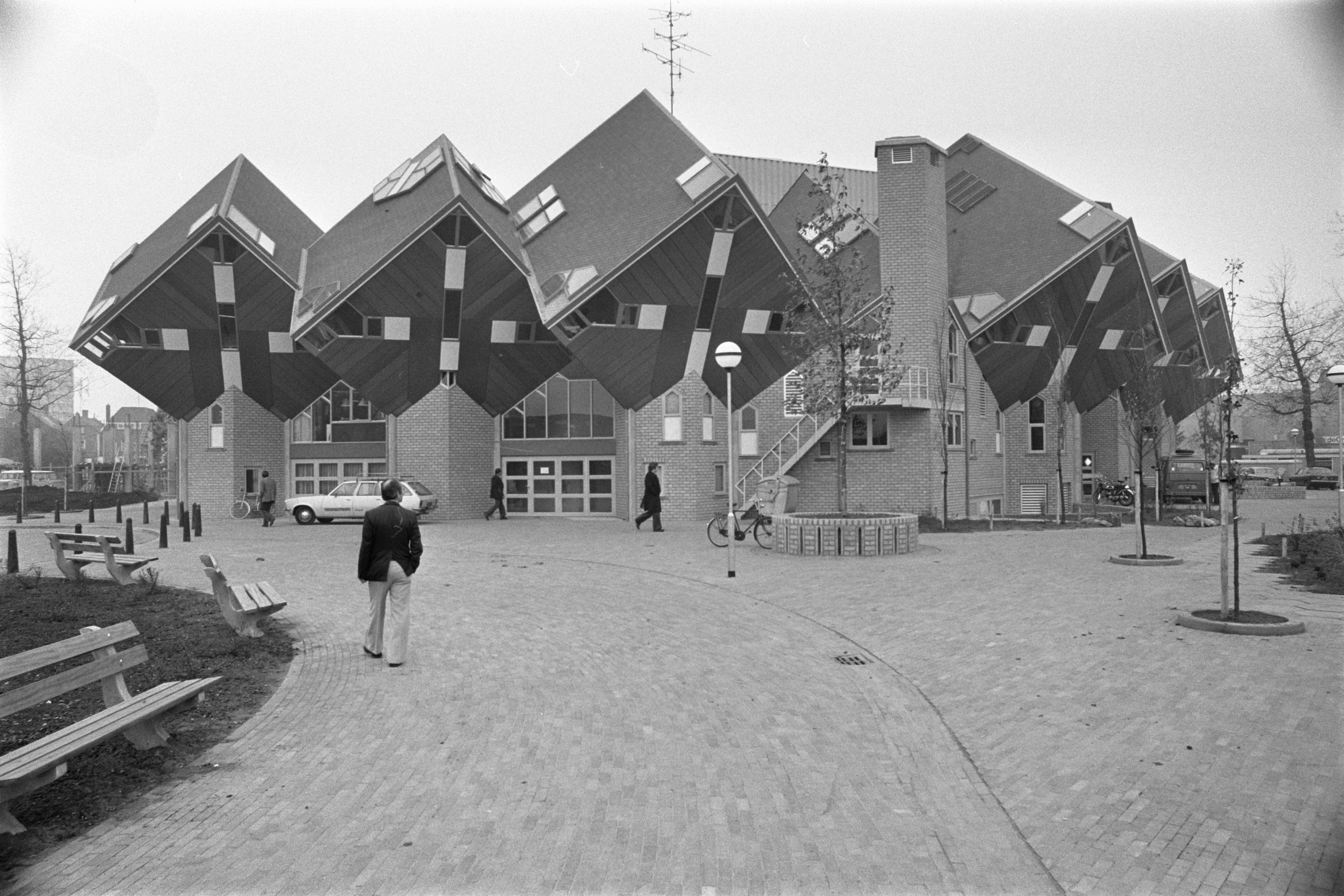
Achterzijde van Bloms ontwerp
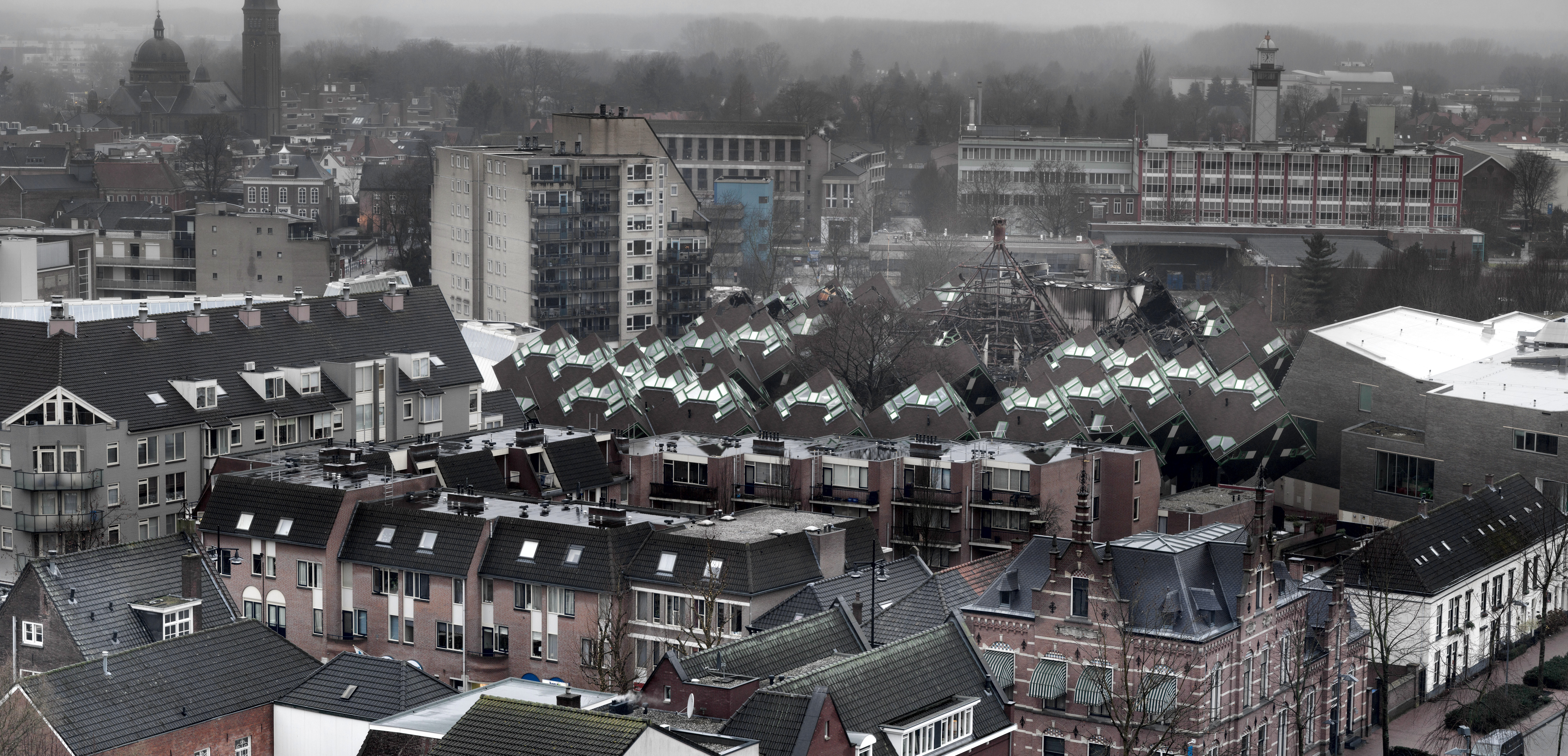
't Speelhuis twee dagen na de brand
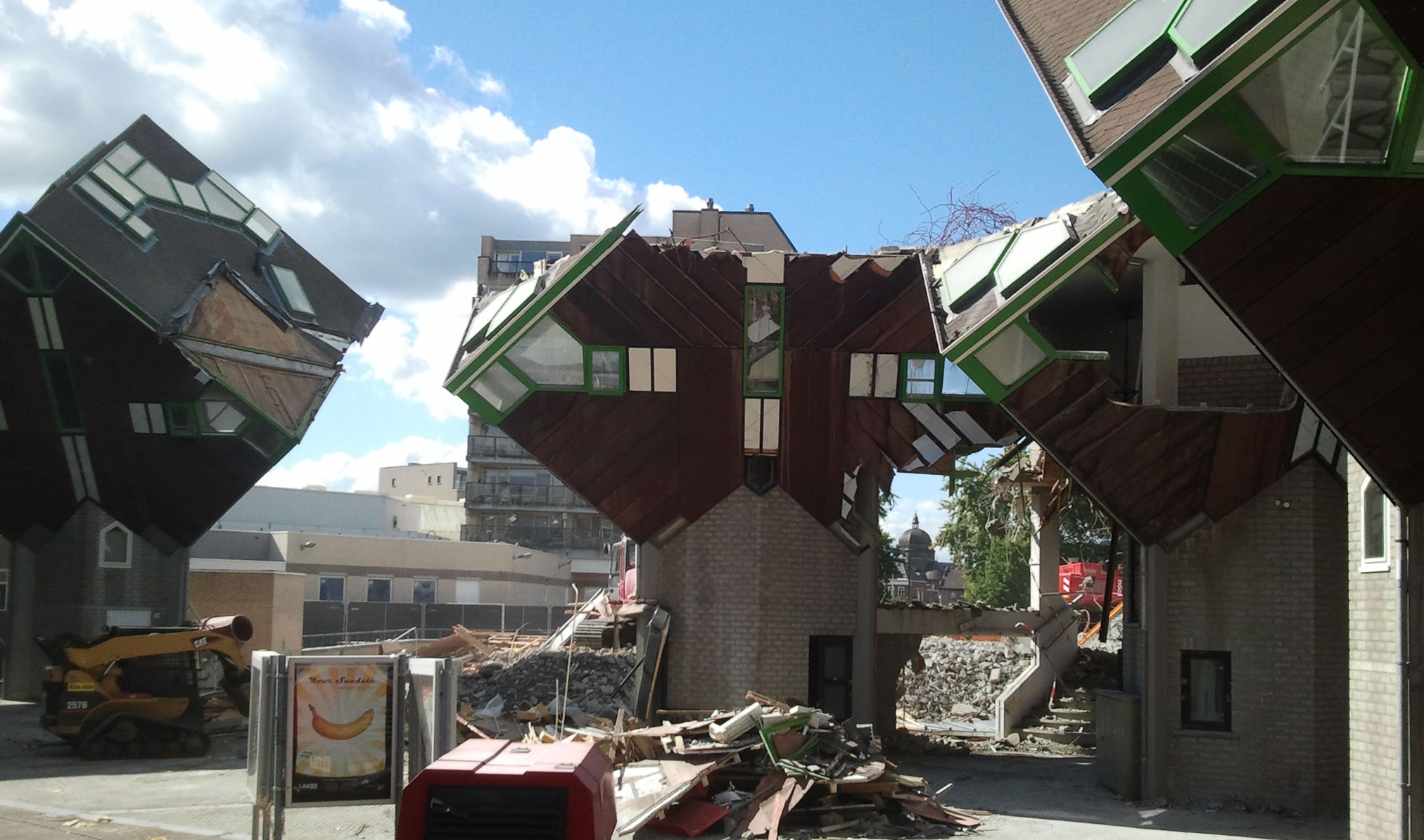
De sloop van het theater in 2012

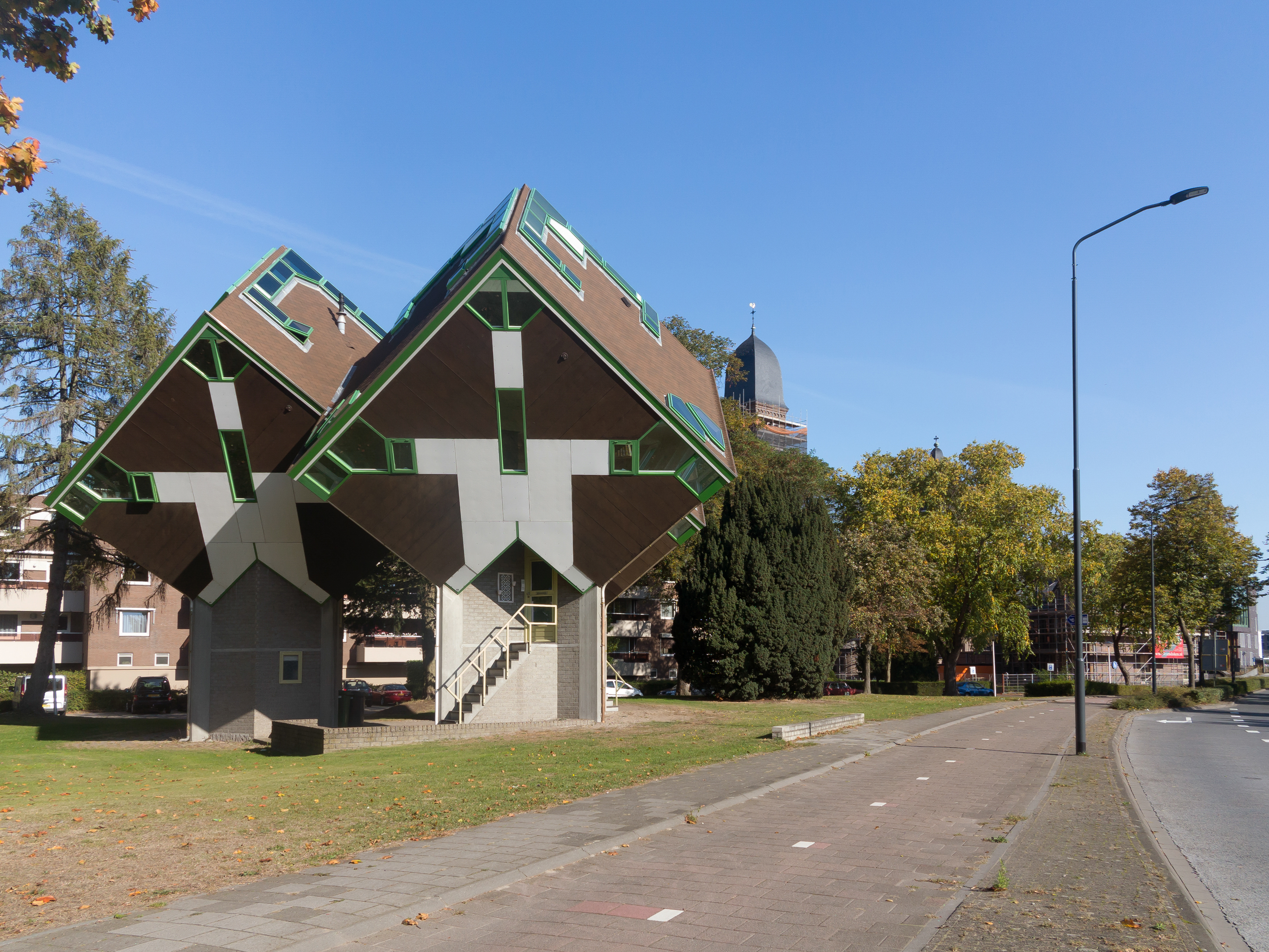
De drie kubuswoningen en de O.L.Vrouwekerk tijdens de verbouwing in 2016
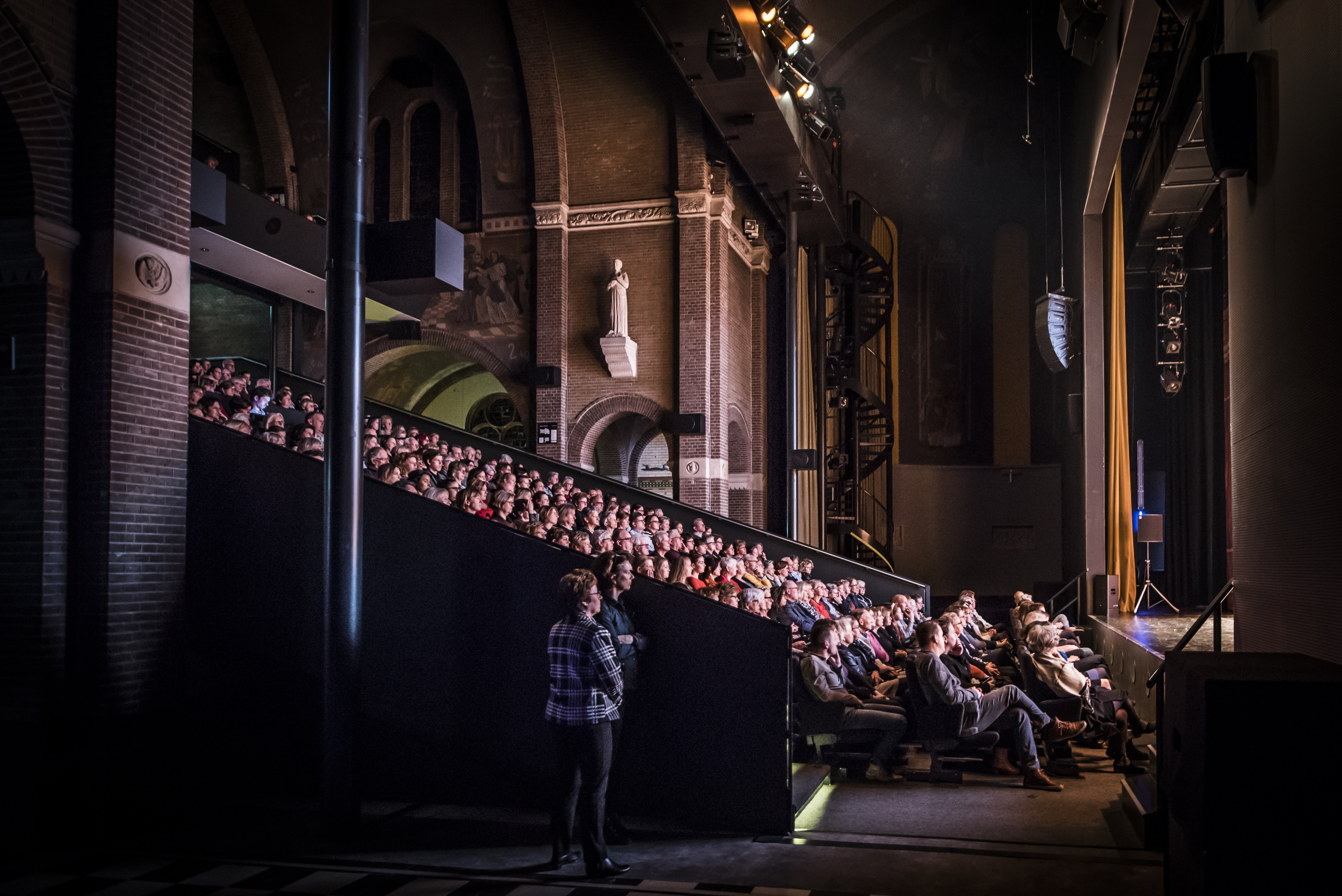
De theaterzaal van Het Speelhuis in 2019
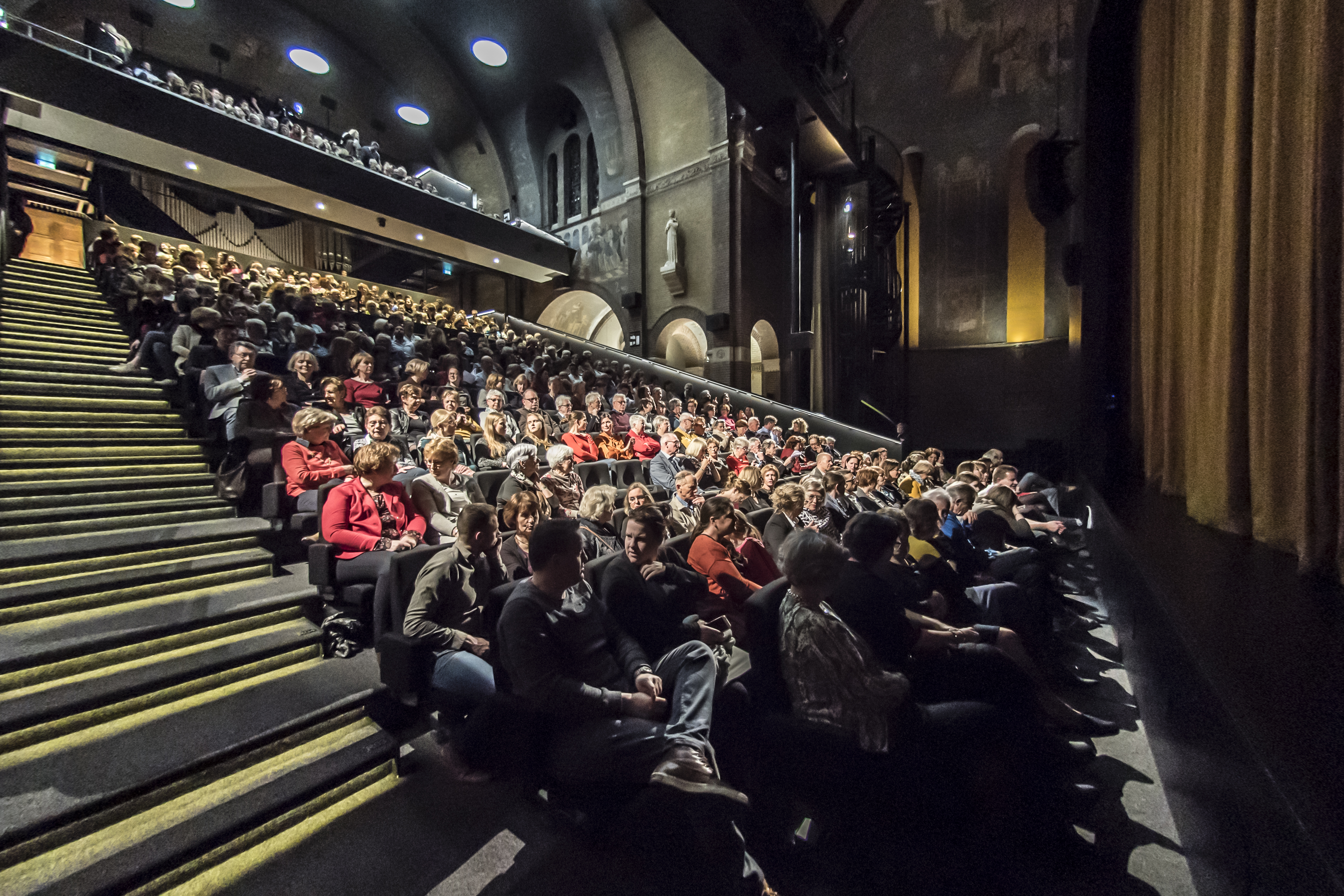
De theaterzaal van Het Speelhuis in 2019